# Desindividuación

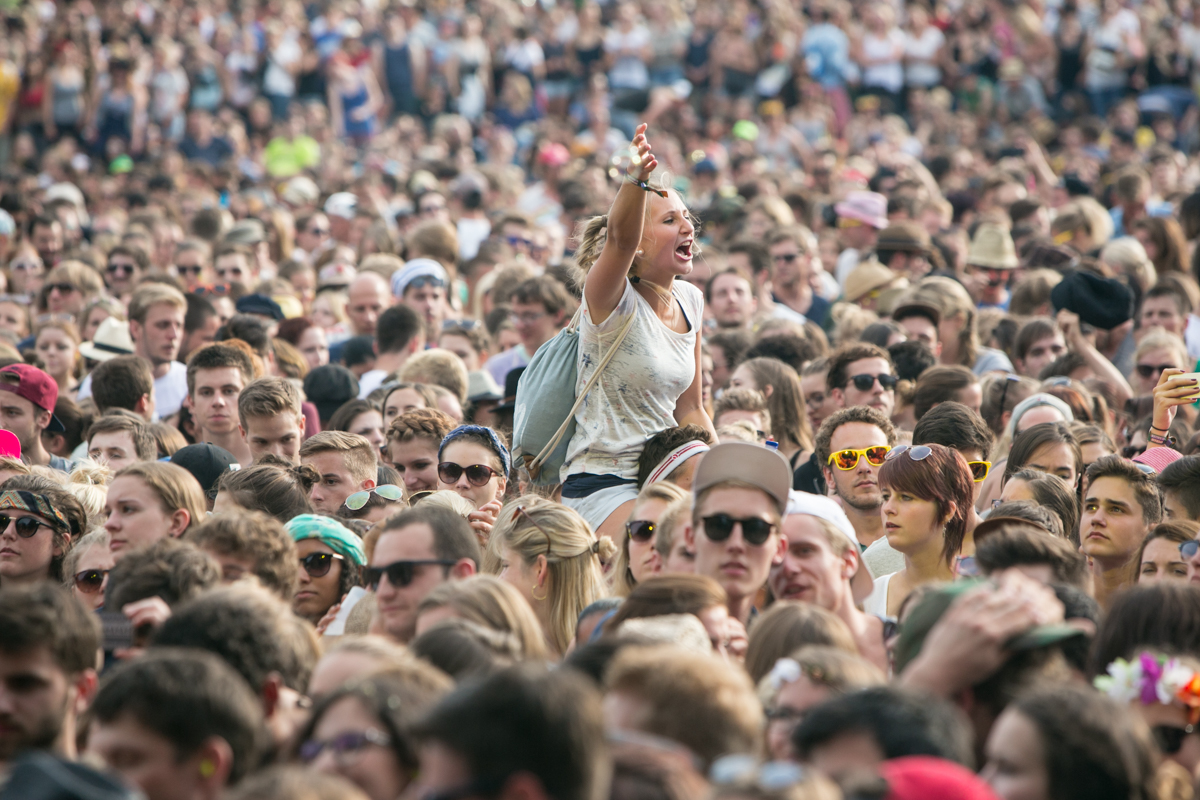
Multitud de espectadores en el concierto Open Air St. Gallen 2014, mujer sentada sobre los hombros de un hombre

La desindividuación (o desindividualización) es un concepto en psicología social moldeado por Festinger, Pepitone y Newcomb en 1952 de la definición de “individuación” de Jung. Generalmente se considera como la pérdida de la autoconciencia en grupos, aunque esto es motivo de controversia (ver más abajo). Se sopesa que es la pérdida del sentido de identidad individual debido al anonimato que produce la pertenencia a un grupo, diluyendo la responsabilidad personal y sus consecuencias. La sensación de anonimato conlleva a desarrollar emociones agresivas.
Los sociólogos también estudian el fenómeno de la desindividuación, pero el nivel de análisis es algo diferente. Para el psicólogo social, el nivel de análisis es el individuo en el contexto de una situación social. Como tal, los psicólogos sociales enfatizan el papel de los procesos psicológicos internos. Otras ciencias sociales, como la sociología, se preocupan más por factores sociales, económicos, políticos e históricos que influyen en los acontecimientos de una sociedad determinada.

## Visión general
Las teorías de desindividuación proponen que es un estado psicológico de autoevaluación decreciente y comprensión decreciente de la evaluación que causa un comportamiento antinormativo y disinhibido. La teoría busca proporcionar una explicación para una variedad de comportamientos colectivos antinormativos, como multitudes violentas, linchamientos, ocupaciones de propiedades privadas, etc. La teoría también ha sido aplicada al genocidio y sido postulada como una explicación para el comportamiento antinormativo en línea y en las comunicaciones por ordenador.
Aunque generalmente se analiza en el contexto de comportamientos negativos, como la violencia de la mafia y el genocidio, también se ha descubierto que la desindividuación desempeña un papel en las conductas y experiencias positivas. Todavía existe alguna variación en cuanto a la comprensión del papel de la desindividuación en la producción de comportamientos antinormativos, así como la comprensión de cómo las claves contextuales afectan las reglas de la construcción de desindividuación. La desindividualización es perder el sentido del yo en un grupo.
En la psicología social contemporánea, la desindividuación se refiere a una disminución del sentido de individualidad que se produce con un comportamiento desarticulado de las normas de conducta personales o sociales. Por ejemplo, alguien que es un miembro anónimo de una mafia será más propenso a actuar violentamente contra un oficial de policía que un individuo conocido. En cierto sentido, un estado desindividuado se puede considerar atractivo si alguien se siente afectado de manera tal que se sienta libre de comportarse impulsivamente sin tener en cuenta las posibles consecuencias. Sin embargo, la desindividuación también se ha relacionado con el "comportamiento violento y antisocial".

## Teorías clásicas
Gustave Le Bon fue uno de los primeros exploradores de este fenómeno en función de las multitudes. Le Bon introdujo su teoría de la psicología de masas en su publicación de 1895 La psicología de las masas. El psicólogo francés caracterizó su efecto postulado de la mentalidad de multitud, por el cual las personalidades individuales se ven dominadas por la mentalidad colectiva de la multitud. Le Bon veía el comportamiento de la multitud como "unánime, emocional e intelectualmente débil". Teorizó que una pérdida de responsabilidad personal en las multitudes conduce a una inclinación a comportarse primitiva y hedonísticamente por todo el grupo. Esta mentalidad resultante, según Le Bon, pertenece más al colectivo que a cualquier individuo, de modo que los rasgos individuales están sumergidos. La idea de una "mente de grupo" es comparable a la teoría del autismo compartido, que sostiene que las personas dentro de un grupo pueden desarrollar creencias compartidas que no tienen ninguna base en la realidad ("ideas delirantes"). Ya, Le Bon estaba tendiendo a la concepción de la desindividuación como un estado provocado por una disminución de la responsabilidad, como resultado de un grado de anonimato debido a la membresía dentro de una multitud, donde la atención se desplaza del yo a las cualidades externas más estimulantes de la acción del grupo (que pueden ser extremas).
Esencialmente, los individuos de la multitud de Le Bon están esclavizados a la mentalidad del grupo y son capaces de llevar a cabo los actos más violentos y heroicos. La explicación a nivel de grupo de Le Bon sobre los fenómenos conductuales en las multitudes inspiró nuevas teorías sobre la psicología colectiva de Freud, McDougall, Blumer y Allport. 
Festinger, Pepitone y Newcomb revisaron las ideas de Le Bon en 1952, acuñando el término desindividuación para describir lo que sucede cuando las personas dentro de un grupo no son tratadas como individuos. De acuerdo con estos teóricos, lo que atrae a cada miembro a un grupo en particular hace que pongan más énfasis en el grupo que en los individuos. Esta falta de responsabilidad dentro de un grupo tiene el efecto de "reducir las restricciones internas y aumentar el comportamiento que generalmente se inhibe". Festinger et al. Estuvieron de acuerdo con la percepción de comportamiento de Le Bon en una multitud en el sentido de que creían que los individuos se sumergían en la multitud que conduce a su responsabilidad reducida. Sin embargo, estos teóricos relativamente modernos distinguieron la desindividuación de la teoría de masas al reformar la idea de que la pérdida de individualidad dentro de una multitud es reemplazada por la mentalidad del grupo. En cambio, Festinger et al. argumentaron que la pérdida de la individualidad conduce a la pérdida de control sobre las restricciones internas o morales.
Alternativamente, R. C. Ziller (1964) argumentó que los individuos están sujetos a la desindividuación bajo condiciones situacionales más específicas. Por ejemplo, sugirió que, bajo condiciones gratificantes, los individuos tienen el incentivo aprendido de exhibir cualidades individualizadas para absorber el crédito por sí mismos; mientras que, bajo condiciones de castigo, los individuos tienen la tendencia aprendida de ser desindividuados a través de la sumersión en el grupo como un medio de diluir la responsabilidad.
P. G. Zimbardo (1969) sugirió que "la expresión de un comportamiento normalmente inhibido" puede tener consecuencias tanto positivas como negativas. Extendió el ámbito propuesto de factores que contribuyen a la desindividuación, más allá del anonimato y la pérdida de la responsabilidad personal, para incluir: "excitación, sobrecarga sensorial, falta de estructura contextual o predictibilidad y conciencia alterada debida a las drogas o al alcohol" así como "perspectivas de tiempo alteradas ... y grado de participación en el funcionamiento grupal" Zimbardo postuló que estos factores llevan a la "pérdida de identidad o pérdida de autoconciencia", lo que resulta en falta de respuesta a los estímulos externos por parte del individuo y la pérdida de "control cognitivo sobre motivaciones y emociones". En consecuencia, las personas reducen su cumplimiento de las sanciones buenas y malas que tienen las influencias del grupo. Zimbardo fue consistente con Festinger et al. en su sugerencia de que la pérdida de la individualidad conduce a una pérdida de control, lo que hace que las personas afectadas se comporten de manera intensa e impulsiva, dejando de lado las restricciones internas. Sin embargo, desarrolló este modelo especificando las "variables de entrada" (factores situacionales) que conducen a esta pérdida de individualidad, así como la naturaleza de los comportamientos que resultan (emocional, impulsivo y regresivo). Zimbardo desarrolló aún más la teoría de la desindividuación existente al sugerir que estos comportamientos de resultado son "auto-reforzantes" y, por lo tanto, difíciles de cesar. Además, Zimbardo no restringió su aplicación a situaciones grupales; también aplicó la teoría de la desindividuación al "suicidio, el asesinato y la hostilidad interpersonal".

## Teorías contemporáneas
A finales de los años setenta, Ed Diener comenzó a expresar su insatisfacción con la hipótesis de la desindividuación clásica, que consideró inválida sin un enfoque específico en los procesos psicológicos que producen un estado desindividuado. No solo el modelo de Zimbardo era deficiente en ese sentido, sino que el papel de sus variables de entrada al causar conductas antinormativas no era uniforme. En consecuencia, Diener se encargó de refinar el modelo de Zimbardo al especificar más los procesos internos que llevan a la desindividuación. En 1980, argumentó que prestar atención a los valores personales a través de la autoconciencia aumenta la capacidad de esa persona para autorregularse. 
En un contexto de grupo, cuando la atención se distribuye hacia fuera (en línea con este modelo) lejos del yo, el individuo pierde la capacidad de planificar sus acciones racionalmente y sustituye las conductas planificadas por una mayor capacidad de respuesta a las señales ambientales. Por lo tanto, de acuerdo con Diener, la reducción de la autoconciencia es la "característica definitoria de la desindividuación". Diener propuso que el enfoque estricto en el anonimato como el factor principal de la desindividuación había creado un obstáculo empírico, que requería una redirección de la investigación empírica sobre el tema.
Mientras que Diener fue capaz de desviar la atención del anonimato en la evolución teórica de la desindividuación, no pudo aclarar empíricamente la función de la autoconciencia reducida en la causa de un comportamiento desinhibido. En respuesta a esta ambigüedad, Prentice-Dunn y Rogers (1982, 1989) ampliaron el modelo de Diener al distinguir la autoconciencia pública de la autoconciencia privada. La autoconciencia pública que ellos teorizaron se redujo por "señales de rendición de cuentas", como la dilución de la responsabilidad o el anonimato. Dichos factores, según estos teóricos, hacen que los miembros de una multitud pierdan el sentido de las consecuencias de sus acciones; por lo tanto, se preocupan menos por ser evaluados y no anticipan el castigo. La autoconciencia privada (donde la atención se aleja del yo), sin embargo, se redujo por "señales de atención", p. cohesión grupal y excitación fisiológica. Esta reducción conduce a "un estado interno desinhibido" (que comprende la disminución de la autoconciencia privada y el pensamiento alterado como un subproducto natural) que causa "disminución de la autorregulación y atención a estándares internalizados para el comportamiento apropiado". Los teóricos del "autoconocimiento diferencial" sugirieron que ambas formas de autoconciencia podrían llevar a un "comportamiento antinormativo y desinhibido", pero solo el decrecimiento de la autoconciencia privada influyó en su definición de desindividuación.

## Identidad social de los efectos de la desindividuación, (ISED)
El modelo más reciente de desindividuación, el modelo de identidad social de los efectos de la desindividuación (ISED), fue desarrollado por Russell Spears y Martin Lea en 1995. El modelo ISED argumenta que las manipulaciones de desindividuación pueden tener el efecto de disminuir la atención a las características individuales y las diferencias interpersonales en el grupo. Esbozaron su modelo al explicar que el desempeño de la identidad social puede cumplir dos funciones generales:
- Afirmando, conformando o fortaleciendo identidades individuales o grupales.
- Persuadir a las audiencias para que adopten comportamientos específicos.

Este modelo intenta dar sentido a una gama de efectos de desindividuación derivados de factores situacionales como la inmersión grupal, el anonimato y la identificabilidad reducida. Por lo tanto, la desindividuación es la mayor prominencia de una identidad grupal que puede resultar de la manipulación de tales factores. El modelo ISED contrasta con otras explicaciones de la desindividuación que implican el impacto reducido del yo. Otras explicaciones de Reicher y sus colegas afirman que las manipulaciones de la desindividuación afectan el respaldo de la norma no solo a través de su impacto en la autodefinición, sino también a su influencia en las relaciones de poder entre los miembros del grupo y su audiencia.
Los enfoques clásicos y contemporáneos coinciden en el componente principal de la teoría de la desindividuación, que la desindividuación conduce a un "comportamiento antinormativo y desinhibido" como se ve en el trastorno de identidad disociativo o en personalidades divididas.

### ISED cognitivo
La inmersión grupal y el anonimato tienen consecuencias cognitivas que afectan la relevancia relativa de las identidades personales y sociales. Estos factores no producen una pérdida de uno mismo como propone la teoría de la desindividuación. Por el contrario, el anonimato y la inmersión en el grupo pueden mejorar la relevancia de la identidad social y, por lo tanto, despersonalizar las percepciones sociales de los demás y del yo. El ISED argumenta que esto ocurre principalmente porque el anonimato (visual) oscurece las características individuales y las diferencias interpersonales. Como resultado de la disminución de la visibilidad del individuo dentro de grupos anónimos, el proceso de despersonalización se acentúa y se amplifican los esfuerzos cognitivos para percibir al grupo como una entidad. Siempre que haya alguna base para percibirse a sí mismo y a los demás como miembros de un grupo, el anonimato por lo tanto aumenta la relevancia de la identidad social compartida. El resultado neto es que las personas tenderán a percibirse a sí mismas y a los demás en términos de características grupales estereotipadas, y se les influenciará en consecuencia.
Es importante notar que el anonimato no influye automática o mecánicamente en la relevancia de las identidades sociales. Un individuo puede ser identificado de tal manera que promueva una percepción de persona más individualizada o, alternativamente, que promueva una categorización social más fuerte. En algunos casos, hacer que el individuo sea más identificable puede fortalecer la categorización social. Esto puede suceder particularmente en contextos dentro de los cuales estas categorías sociales son potencialmente significativas y, por lo tanto, accesibles, y cuando las membresías grupales son claramente identificables (como es el caso para el género, ciertas características raciales, discapacidades, etc.
El ISED describe así el proceso cognitivo mediante el cual la relevancia de la identidad social se ve afectada por la ausencia o presencia de información individualizada. Es importante señalar que este proceso solo puede operar en la medida en que exista algún sentido de grupo desde el principio. Si los individuos interactúan anónimamente en ausencia de una identidad social específica o límites grupales, el anonimato tendría el efecto contrario de acentuar el aislamiento de uno dentro del grupo o a oscurecer aún más los límites del grupo. Al yuxtaponer las dos posibilidades, el anonimato en el grupo tiene el efecto de amplificar una identidad social compartida que, por muy rudimentaria que sea, ya existe, o puede amplificar la independencia individual que existe en contextos en los que no hay una identidad compartida disponible. Este último proceso, mediante el cual el anonimato brinda las oportunidades para que las personas expresen y desarrollen identidades independientes de la influencia social del grupo, se desarrolla en la parte estratégica del modelo.

### ISED estratégico
El anonimato también tiene consecuencias estratégicas: afecta la capacidad de expresar identidades personales y sociales. Las preocupaciones estratégicas entran en juego cuando un grupo externo tiene más poder que el endogrupo, y cuando las normas de ambos grupos están en desacuerdo entre sí. En tales casos, la identificabilidad de los miembros del endogrupo hacia el grupo externo cambiará el equilibrio de poder entre los grupos: la identificabilidad hacia un grupo externo más poderoso limita el grado en que la identidad del endogrupo puede expresarse libremente y sin sanción en aquellas dimensiones donde las normas del endogrupo entran en conflicto, como normas y valores de grupo, y que son punibles o de otro modo sancionables. Por el contrario, el anonimato hacia un grupo externo más poderoso puede ser un instrumento conveniente para que el endogrupo se exprese en esas mismas dimensiones.
La ISED estratégico propone que el anonimato pueda ser "usado" por grupos menos poderosos para expresar aspectos de su identidad. Esto puede parecer similar a los efectos que el anonimato tiene para la rendición de cuentas en la teoría de la desindividuación clásica. Sin embargo, a diferencia de la teoría de la desindividuación, el ISED tiene en cuenta el contexto intergrupal dentro del cual se produce la identificabilidad y el anonimato. En principio, una pérdida de responsabilidad no resulta en el comportamiento antinormativo desinhibido o aleatorio de los individuos con el que se relaciona la teoría de la desindividuación. Más bien, de acuerdo con el ISED, el anonimato afecta la capacidad de un grupo para expresar su identidad y, por lo tanto, para involucrarse en un comportamiento normativo dirigido e interno, lo que cambia las relaciones de poder entre los grupos. La estrecha conexión entre la expresión de identidad y el poder propuesto por el ISED puede explicar el comportamiento modelado y dirigido de las multitudes cuyas acciones violentas (si ocurren) son muy a menudo simbólicas y no hechas al azar.
Además del anonimato entre los grupos, el ISED también considera los efectos estratégicos del anonimato dentro de los grupos. Aquí ha explorado en particular las consecuencias del anonimato (así como el aislamiento) de otros miembros del endogrupo: por un lado, priva a los miembros individuales del grupo del apoyo social de sus compañeros, y esto puede obstaculizar su capacidad de expresar su identidad endogrupal en el cara de un grupo poderoso y antipático. Por otro lado, el conocimiento de que otros miembros del endogrupo no pueden identificar su yo puede tener consecuencias para (en particular) los que se identifican menos para sentirse menos comprometidos con las normas de endogrupo.

## Aplicaciones
La desindividuación es la pérdida percibida de individualidad y responsabilidad personal que puede ocurrir cuando alguien participa como parte de un grupo. Puede hacer que una persona sea más propensa a donar una gran cantidad de dinero a obras de caridad, pero también hace que sea más probable que participe en la violencia de la mafia o del grupo. Hay muchos casos en los que los efectos de la desindividuación se pueden ver en las instancias del mundo real. La desindividualización puede ocurrir en instancias tan variadas como en la fuerza policial, el ejército, Internet, los equipos deportivos, las pandillas, los cultos y las organizaciones sociales. Aunque pueden parecer muy diferentes en la superficie, estos grupos comparten muchos rasgos que los hacen conducentes a la desindividuación, e incluso contingentes a ella. 
Todos los ejemplos comparten el fuerte impulso hacia la cohesión grupal. Los oficiales de policía, los soldados y los equipos deportivos usan uniformes que crean un grupo distintivo al mismo tiempo que eliminan las diferencias individuales de estilo personal. A los hombres en el ejército incluso se les exige afeitarse la cabeza para unificar mejor su apariencia. Aunque las pandillas, los cultos, las fraternidades y las hermandades no requieren el mismo grado de uniformidad física, también muestran esta tendencia a unificar el exterior para unificar a su grupo. Por ejemplo, las pandillas pueden tener un símbolo que tatúan en sus cuerpos para identificarse como parte de su pandilla. Los miembros de fraternidades y hermandades a menudo usan ropa marcada con sus "letras" para que puedan identificarse rápidamente como parte de su grupo específico. Al reducir las diferencias individuales, estos diversos grupos se vuelven más cohesivos. La cohesión de un grupo puede hacer que sus miembros pierdan su sentido de sí mismos en la abrumadora identidad del grupo. 
Físicamente normalizados según los estándares de sus respectivos grupos, estos diversos miembros del grupo están en riesgo de sentirse desindividuados. Pueden comenzar a pensar en sí mismos como una mera parte del grupo, y perder la conciencia de que son un individuo con capacidad de pensar y actuar completamente separada de su grupo. Podrían hacer cosas que normalmente no harían por timidez, moralidad individual, autoconciencia u otros factores. Debido a la disminución de los sentimientos de responsabilidad y al aumento de los sentimientos de cohesión y conformidad con el grupo, estos miembros del grupo podrían actuar de una manera no normativa. La desindividuación a menudo ocurre sin interacción cara a cara y esta es una característica frecuente de Internet. El aflojamiento de las restricciones normales sobre el comportamiento causado por la desindividuación prospera dentro de los entornos en línea y contribuye al comportamiento de acoso cibernético. Además, se piensa que la desindividuación en línea es responsable de una voluntad generalizada de descargar software ilegalmente. Un investigador probó la hipótesis de que "las personas que prefieren el anonimato y el seudónimo asociado a la interacción en Internet son más propensas a piratear software", pero descubrió que ni el anonimato ni el seudónimo predijeron la piratería de software autoinformada.